# José Arconada
José Arconada Ramos (* 18. Januar 1964 in Gijón) ist ein ehemaliger spanischer Mittelstreckenläufer, der sich auf die 800-Meter-Strecke spezialisiert hat. Seinen größten Erfolg feierte er mit dem Gewinn der Silbermedaille bei den Halleneuropameisterschaften 1992 in Genua.

## Sportliche Laufbahn
Erste Erfahrungen bei internationalen Meisterschaften sammelte José Arconada vermutlich im Jahr 1988, als er bei den Halleneuropameisterschaften in Budapest mit 1:53,49 min in der ersten Runde über 800 Meter ausschied. Im Sommer belegte er bei den Ibero-Amerikanischen Meisterschaften in Mexiko-Stadt in 1:56,44 min den siebten Platz. Im Jahr darauf schied er bei den Halleneuropameisterschaften in Den Haag mit 1:50,25 min im Halbfinale aus und 1990 belegte er bei den Halleneuropameisterschaften in Glasgow in 1:47,40 min den vierten Platz. Im Sommer kam er dann bei den Freiluft-Europameisterschaften in Split mit 1:50,24 min nicht über den Vorlauf hinaus. 1992 gewann er bei den Halleneuropameisterschaften in Genua in 1:47,16 min die Silbermedaille hinter seinem Landsmann Luis Javier González und im August schied er bei den Olympischen Sommerspielen in Barcelona mit 1:49,23 min in der ersten Runde aus. Im Jahr darauf belegte er bei den Mittelmeerspielen in Narbonne in 1:49,39 min den vierten Platz und 1994 schied er bei den Halleneuropameisterschaften in Paris mit 1:49,39 min im Halbfinale aus. Im Jahr darauf schied er bei den Hallenweltmeisterschaften in Barcelona mit 1:50,98 min im Semifinale aus und im August schied er bei den Freiluft-Weltmeisterschaften in Göteborg mit 1:47,70 min in der ersten Runde aus. 1997 beendete er dann seine aktive sportliche Karriere im Alter von 33 Jahren.
In den Jahren 1992 und 1995 wurde Arconada spanischer Hallenmeister über 800 Meter.

## Persönliche Bestzeiten
- 800 Meter: 1:45,02 min, 30. Mai 1990 in Sevilla
  - 800 Meter (Halle): 1:47,16 min, 1. März 1992 in Genua